# San Dorligo della Valle
San Dorligo della Valle (en esloveno: Dolina) es una localidad y comune italiana de la provincia de Trieste, región de Friuli-Venecia Julia, con 5.954 habitantes.

## Evolución demográfica
| Gráfica de evolución demográfica de San Dorligo della Valle entre 1861 y 2001 |
|                                                                               |
| Fuente ISTAT - elaboración gráfica de Wikipedia                               |